# Лайонс (Індіана)
Лайонс (англ. Lyons) — місто (англ. town) в США, в окрузі Ґрін штату Індіана. Населення — 625 осіб (2020).

## Географія
Лайонс розташований за координатами 38°59′17″ пн. ш. 87°4′53″ зх. д. / 38.98806° пн. ш. 87.08139° зх. д. (38.987938, -87.081269).  За даними Бюро перепису населення США в 2010 році місто мало площу 2,24 км², уся площа — суходіл.

## Демографія
Згідно з переписом 2010 року, у місті мешкали 742 особи в 270 домогосподарствах у складі 175 родин. Густота населення становила 331 особа/км².  Було 310 помешкань (138/км²).
Расовий склад населення:
| - 98,1 % — білих - 0,5 % — корінних американців - 0,3 % — азіатів - 0,1 % — чорних або афроамериканців |

До двох чи більше рас належало 0,8 %. Частка іспаномовних становила 1,5 % від усіх жителів.
За віковим діапазоном населення розподілялося таким чином: 22,1 % — особи молодші 18 років, 53,6 % — особи у віці 18—64 років, 24,3 % — особи у віці 65 років та старші. Медіана віку мешканця становила 43,3 року. На 100 осіб жіночої статі у місті припадало 96,8 чоловіків;  на 100 жінок у віці від 18 років та старших — 95,3 чоловіків також старших 18 років.
Середній дохід на одне домашнє господарство  становив 50 954 долари США (медіана — 43 274), а середній дохід на одну сім'ю — 54 687 доларів (медіана — 43 393). За межею бідності перебувало 20,0 % осіб, у тому числі 12,7 % дітей у віці до 18 років та 18,6 % осіб у віці 65 років та старших.
Цивільне працевлаштоване населення становило 266 осіб. Основні галузі зайнятості: освіта, охорона здоров'я та соціальна допомога — 22,6 %, виробництво — 14,3 %, мистецтво, розваги та відпочинок — 10,9 %, фінанси, страхування та нерухомість — 10,2 %.